# Диптер

План диптера

Ди́птер (грец. δίπτερος — «з двома крилами») — давньогрецький храм та будь-яка інша споруда, оточена двома рядами колон (птеронами). Термін «диптер» був введений Вітрувієм, який розробив типологію античної архітектури.

## Приклади диптеру
- Храм Зевса Олімпійського, Афіни — по вузчій стороні мав навіть потрійну колонаду.
- Храм Аполлона Дідімського, Мілет
- Храм Артеміди, Ефес — одне з Семи чудес стародавнього світу.